# Доротка (Опатовський повіт)
Доротка (пол. Dorotka) — село в Польщі, у гміні Тарлув Опатовського повіту Свентокшиського воєводства.
Населення — 89 осіб (2011).
У 1975-1998 роках село належало до Тарнобжезького воєводства.

## Демографія
Демографічна структура на день 31 березня 2011 року:
|          | Загалом | Допрацездатний вік | Працездатний вік | Постпрацездатний вік |
| -------- | ------- | ------------------ | ---------------- | -------------------- |
| Чоловіки | 41      | 5                  | 29               | 7                    |
| Жінки    | 48      | 10                 | 21               | 17                   |
| Разом    | 89      | 15                 | 50               | 24                   |